# Андора на Зимским олимпијским играма 1980.
Андори је ово било друго учешће на Зимским олимпијским играма. Делегацију Андоре, на Зимским олимпијским играма 1980. у Лејк Плесиду представљала су 3 мушких такмичара који су учествовали у три дисцилине једног спорта. Спортисти Андоре нису освојили ниједну медаљу.
На свачаном отварању заставу Андоре носио је Карлос Фонт један од тачмичара у алпском скијању. 

## Учесници по спортовима
| Спорт          | Мушкарци | Жене | Укупно |
| -------------- | -------- | ---- | ------ |
| Алпско скијање | 3        | 0    | 3      |
| Укупно(1)      | 3        | 0    | 3      |

## Алпско скијање

### Мушкарци
| Такмичар     | Дисциплина | Резултати    | Резултати    | Резултати    | Резултати    | Пласман/учес. (укуп.) |
| Такмичар     | Дисциплина | 1. трка      | 2. трка      | Укупно       | Заостатак    | Пласман/учес. (укуп.) |
| ------------ | ---------- | ------------ | ------------ | ------------ | ------------ | --------------------- |
| Карлос Фонт  | Спуст      |              |              | 1:57,81      | 12,31        | 35 / 42 (47)          |
| Карлос Фонт  | Велеслалом | 1:29,47 (48) | 1:29,79 (40) | 2:59,26      | 18,52        | 42 / 54 (78)          |
| Карлос Фонт  | Слалом     | 1:02,40 (32) | 1:01,30 (32) | 2:03,70      | 19,44        | 30 / 37 (81)          |
| Мигуел Фонт  | Спуст      |              |              | 2:02,01      | 16,51        | 39 / 42 (47)          |
| Мигуел Фонт  | Велеслалом | 1:30,93 (50) | Није завршио | Није завршио | Није завршио | Није завршио          |
| Мигуел Фонт  | Слалом     | Није завршио | Није завршио | Није завршио | Није завршио | Није завршио          |
| Патрик Тусен | Спуст      | Није завршио | Није завршио | Није завршио | Није завршио | Није завршио          |
| Патрик Тусен | Велеслалом | 1:31,23 (52) | 1:33,15 (46) | 3:04,38      | 23,64        | 45 / 54 (78)          |
| Патрик Тусен | Слалом     | Није завршио | Није завршио | Није завршио | Није завршио | Није завршио          |